# Mistrovství světa v klasickém lyžování 2017
Mistrovství světa v klasickém lyžování 2017 se konalo ve finském Lahti od 22. února do 5. března 2017. Bylo to již posedmé, co se zde šampionát konal, předtím to bylo v letech 1926, 1938, 1958, 1978, 1989 a 2001.

## Program
Všechny časy jsou ve východoevropském čase (UTC+2).
Běh na lyžích
| Datum     | Čas   | Závod                             |
| --------- | ----- | --------------------------------- |
| 22. únor  | 14:00 | 5 km klasicky ženy kvalifikace    |
| 22. únor  | 15:30 | 10 km klasicky muži kvalifikace   |
| 23. únor  | 15:00 | sprint muži i ženy                |
| 25. únor  | 12:00 | 2 × 7,5 km skiatlon ženy          |
| 25. únor  | 14:30 | 2 × 15 km skiatlon muži           |
| 26. únor  | 11:30 | sprint dvojic muži i ženy         |
| 28. únor  | 13:45 | 10 km klasicky ženy               |
| 1. březen | 13:45 | 15 km klasicky muži               |
| 2. březen | 15:00 | štafeta 4 × 5 km ženy             |
| 3. březen | 13:30 | štafeta 4 × 10 km muži            |
| 4. březen | 14:30 | 30 km volně ženy (hromadný dtart) |
| 5. březen | 14:30 | 50 km volně muži (hromadný start) |

Severská kombinace
| Datum     | Čas         | Závod                              |
| --------- | ----------- | ---------------------------------- |
| 24. únor  | 10:30 13:30 | střední můstek / 10 km             |
| 26. únor  | 12:00 15:30 | týmy: střední můstek / 4 × 5 km    |
| 1. březen | 12:00 16:15 | velký můstek / 10 km               |
| 3. březen | 16:00 18:15 | dvojice: velký můstek / 2 × 7,5 km |

Skoky na lyžích
| Datum     | Čas   | Závod                           |
| --------- | ----- | ------------------------------- |
| 23. únor  | 14:00 | střední můstek ženy kvalifikace |
| 24. únor  | 14:30 | střední můstek muži kvalifikace |
| 24. únor  | 17:30 | střední můstek ženy             |
| 25. únor  | 17:30 | střední můstek muži             |
| 26. únor  | 17:30 | smíšené týmy                    |
| 1. březen | 18:00 | velký můstek muži kvalifikace   |
| 2. březen | 18:30 | velký můstek muži               |
| 4. březen | 17:15 | mužské týmy                     |

## Medailové pořadí zemí
| Pořadí | Země     | Zlato | Stříbro | Bronz | Celkem |
| 1      | Norsko   | 7     | 6       | 5     | 18     |
| 2      | Německo  | 6     | 3       | 2     | 11     |
| 3      | Rusko    | 2     | 4       | 0     | 6      |
| 4      | Rakousko | 2     | 1       | 2     | 5      |
| 5      | Finsko   | 1     | 1       | 3     | 5      |
| 6      | Itálie   | 1     | 1       | 0     | 2      |
| 7      | Polsko   | 1     | 0       | 1     | 2      |
| 8      | Kanada   | 1     | 0       | 0     | 1      |
| 9      | Japonsko | 0     | 2       | 3     | 5      |
| 10     | Švédsko  | 0     | 2       | 2     | 4      |
| 11     | USA      | 0     | 1       | 2     | 3      |
| 12     | Francie  | 0     | 0       | 1     | 1      |
| Celkem | Celkem   | 21    | 21      | 21    | 63     |

## Nejúspěšnější sportovci
Všichni závodníci se třemi nebo více medailemi či alespoň se dvěma zlaty.
| Pořadí | Země                                   | Zlato | Stříbro | Bronz | Celkem |
| 1      | Marit Bjørgenová (NOR)                 | 4     | 0       | 0     | 4      |
| 1      | Johannes Rydzek (GER)                  | 4     | 0       | 0     | 4      |
| 3      | Maiken Caspersenová Fallaová (NOR)     | 3     | 0       | 0     | 3      |
| 4      | Sergej Usťugov (RUS)                   | 2     | 3       | 0     | 5      |
| 5      | Stefan Kraft (AUT)                     | 2     | 1       | 1     | 4      |
| 6      | Heidi Wengová (NOR)                    | 2     | 1       | 0     | 3      |
| 6      | Eric Frenzel (GER)                     | 2     | 1       | 0     | 3      |
| 8      | Carina Vogtová (GER)                   | 2     | 0       | 0     | 2      |
| 9      | Martin Johnsrud Sundby (NOR)           | 1     | 2       | 0     | 3      |
| 9      | Andreas Wellinger (GER)                | 1     | 2       | 0     | 3      |
| 11     | Astrid Uhrenholdtová Jacobsenová (NOR) | 1     | 0       | 2     | 3      |
| 12     | Charlotte Kallaová (SWE)               | 0     | 2       | 1     | 3      |

Patnáct dalších závodníků získalo po dvou medailích.

## Výsledky

### Běh na lyžích

#### Muži
| Soutěž                                   | Zlato                                                                        | Zlato     | Stříbro                                                                   | Stříbro   | Bronz                                                                    | Bronz     |
| 15 km klasicky podrobnosti               | Iivo Niskanen Finsko                                                         | 36:44.0   | Martin Johnsrud Sundby Norsko                                             | 37:01.9   | Niklas Dyrhaug Norsko                                                    | 37:15.3   |
| 30 km skiatlon podrobnosti               | Sergej Usťugov Rusko                                                         | 1:09:16.7 | Martin Johnsrud Sundby Norsko                                             | 1:09:23.4 | Finn Hågen Krogh Norsko                                                  | 1:09:48.5 |
| 50 km volně (hromadný start) podrobnosti | Alex Harvey Kanada                                                           | 1:46:28.9 | Sergej Usťugov Rusko                                                      | 1:46:29.5 | Matti Heikkinen Finsko                                                   | 1:46:30.3 |
| 4 × 10 km štafeta podrobnosti            | Norsko Didrik Tønseth Niklas Dyrhaug Martin Johnsrud Sundby Finn Hågen Krogh | 1:37:20.1 | Rusko Andrej Larkov Alexandr Bessmertnych Alexej Červotkin Sergej Usťugov | 1:37:24.7 | Švédsko Daniel Rickardsson Johan Olsson Marcus Hellner Calle Halfvarsson | 1:39:51.9 |
| sprint podrobnosti                       | Federico Pellegrino Itálie                                                   | 3:13.76   | Sergej Usťugov Rusko                                                      | 3:13.91   | Johannes Høsflot Klæbo Norsko                                            | 3:14.20   |
| sprint dvojic podrobnosti                | Rusko Nikita Krjukov Sergej Usťugov                                          | 17:35.69  | Itálie Dietmar Nöckler Federico Pellegrino                                | 17:42.83  | Finsko Sami Jauhojärvi Iivo Niskanen                                     | 17:49.33  |

#### Ženy
| Soutěž                                   | Zlato                                                                                               | Zlato     | Stříbro                                                                    | Stříbro   | Bronz                                                                                  | Bronz     |
| 10 km klasicky podrobnosti               | Marit Bjørgenová Norsko                                                                             | 25:24.9   | Charlotte Kallaová Švédsko                                                 | 26:05.9   | Astrid Uhrenholdtová Jacobsenová Norsko                                                | 26:20.4   |
| 15 km skiatlon podrobnosti               | Marit Bjørgenová Norsko                                                                             | 37:57.5   | Krista Pärmäkoskiová Finsko                                                | 38:02.3   | Charlotte Kallaová Švédsko                                                             | 38:29.5   |
| 30 km volně (hromadný start) podrobnosti | Marit Bjørgenová Norsko                                                                             | 1:08:36.8 | Heidi Wengová Norsko                                                       | 1:08:38.7 | Astrid Uhrenholdtová Jacobsenová Norsko                                                | 1:08:38.7 |
| 4 × 5 km štafeta podrobnosti             | Norsko Maiken Caspersenová Fallaová Heidi Wengová Astrid Uhrenholdtová Jacobsenová Marit Bjørgenová | 52:21.5   | Švédsko Anna Haagová Charlotte Kallaová Ebba Anderssonová Stina Nilssonová | 53:23.1   | Finsko Aino-Kaisa Saarinenová Kerttu Niskanenová Laura Mononenová Krista Pärmäkoskiová | 53:23.6   |
| sprint podrobnosti                       | Maiken Caspersenová Fallaová Norsko                                                                 | 3:02.34   | Jessica Digginsová USA                                                     | 3:04.00   | Kikkan Randallová USA                                                                  | 3:06.10   |
| sprint dvojic podrobnosti                | Norsko Heidi Wengová Maiken Caspersenová Fallaová                                                   | 20:20.56  | Rusko Julija Bělorukovová Natalja Matvějevová                              | 20:26.12  | USA Sadie Bjornsenová Jessica Digginsová                                               | 20:38.94  |

### Severská kombinace
| Soutěž                                      | Zlato                                                               | Zlato   | Stříbro                                                      | Stříbro | Bronz                                                               | Bronz   |
| velký můstek / 10 km podrobnosti            | Johannes Rydzek Německo                                             | 26:41.6 | Akito Watabe Japonsko                                        | 26:46.4 | François Braud Francie                                              | 26:54.6 |
| střední můstek / 10 km podrobnosti          | Johannes Rydzek Německo                                             | 26:19.6 | Eric Frenzel Německo                                         | 26:34.5 | Björn Kircheisen Německo                                            | 26:49.6 |
| týmy: střední můstek / 4 × 5 km podrobnosti | Německo Björn Kircheisen Eric Frenzel Fabian Rießle Johannes Rydzek | 47:57.3 | Norsko Magnus Moan Mikko Kokslien Magnus Krog Jørgen Graabak | 48:39.0 | Rakousko Bernhard Gruber Mario Seidl Philipp Orter Paul Gerstgraser | 49:01.0 |
| týmy: velký můstek / 2 × 7,5 km podrobnosti | Německo Eric Frenzel Johannes Rydzek                                | 29:01.8 | Norsko Magnus Krog Magnus Moan                               | 29:02.8 | Japonsko Jošito Watabe Akito Watabe                                 | 29:12.0 |

### Skoky na lyžích

#### Muži
| Soutěž                        | Zlato                                                  | Zlato  | Stříbro                                                                         | Stříbro | Bronz                                                                      | Bronz  |
| střední můstek podrobnosti    | Stefan Kraft Rakousko                                  | 270.8  | Andreas Wellinger Německo                                                       | 268.7   | Markus Eisenbichler Německo                                                | 263.6  |
| velký můstek podrobnosti      | Stefan Kraft Rakousko                                  | 279.3  | Andreas Wellinger Německo                                                       | 278.0   | Piotr Żyła Polsko                                                          | 276.7  |
| velký můstek týmy podrobnosti | Polsko Piotr Żyła Dawid Kubacki Maciej Kot Kamil Stoch | 1104.2 | Norsko Anders Fannemel Johann André Forfang Daniel-André Tande Andreas Stjernen | 1078.5  | Rakousko Michael Hayböck Manuel Fettner Gregor Schlierenzauer Stefan Kraft | 1068.9 |

#### Ženy
| Soutěž                     | Zlato                  | Zlato | Stříbro              | Stříbro | Bronz                     | Bronz |
| střední můstek podrobnosti | Carina Vogtová Německo | 254.6 | Júki Itóová Japonsko | 252.6   | Sara Takanašiová Japonsko | 251.1 |

#### Smíšené týmy
| Soutěž                          | Zlato                                                                        | Zlato  | Stříbro                                                                                         | Stříbro | Bronz                                                        | Bronz |
| střední můstek týmy podrobnosti | Německo Carina Vogtová Markus Eisenbichler Svenja Würthová Andreas Wellinger | 1035.5 | Rakousko Daniela Iraschková-Stolzová Michael Hayböck Jacqueline Seifriedsbergerová Stefan Kraft | 999.3   | Japonsko Sara Takanašiová Taku Takeuči Júki Itóová Daiki Itó | 979.7 |